# Prąd wstępujący
Prąd wstępujący – pionowy ruch powietrza (inaczej: ruch konwekcyjny) występujący w warunkach obniżonego ciśnienia atmosferycznego. Powietrze w tym prądzie unosi się (w przeciwieństwie do prądu zstępującego). Opady atmosferyczne występują tylko przy prądach wstępujących.